# Заньковщина
Заньковщина (бел. Занькаўшчына) — деревня в Мстиславском районе Могилёвской области Белоруссии. Входит в состав Подсолтовского сельсовета.

## География
Деревня находится в северо-восточной части Могилёвской области, в пределах Оршанско-Могилёвской равнины, к югу от автодороги Р15, на расстоянии примерно 15 километров (по прямой) к северо-западу от Мстиславля, административного центра района. Абсолютная высота — 218 метров над уровнем моря.

## История
В конце XVIII века деревня входила в состав Мстиславского воеводства Великого княжества Литовского.
Согласно «Списку населенных мест Могилёвской губернии» 1910 года издания имелось два населённых пункта: Заньковщина 1-я и Заньковщина 2-я. Оба входили в состав Пацковского сельского общества Старосельской волости Мстиславского уезда Могилёвской губернии. Совокупно в обеих деревнях имелось 5 дворов и проживало 33 человека (18 мужчин и 15 женщин).

## Население
По данным переписи 2009 года, в деревне проживал 51 человек.